# Nœud en huit directionnel
Le nœud en huit directionnel est un nœud qui sert à créer une boucle orientée dans le sens de la corde.

## Type de nœud
Le nœud en huit directionnel est de la famille des nœuds en huit. Sa résistance est nettement inférieure à celle du nœud en huit de plein poing, et aussi nettement inférieure à celle du nœud de Romano avec lequel il est pourtant souvent confondu.

## Nouage

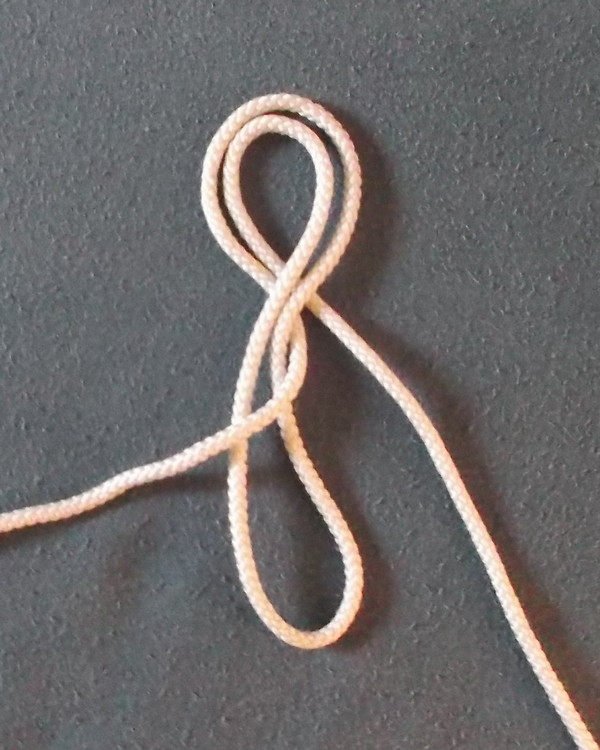
Réaliser un nœud en huit de plein poing dont on perd un brin…
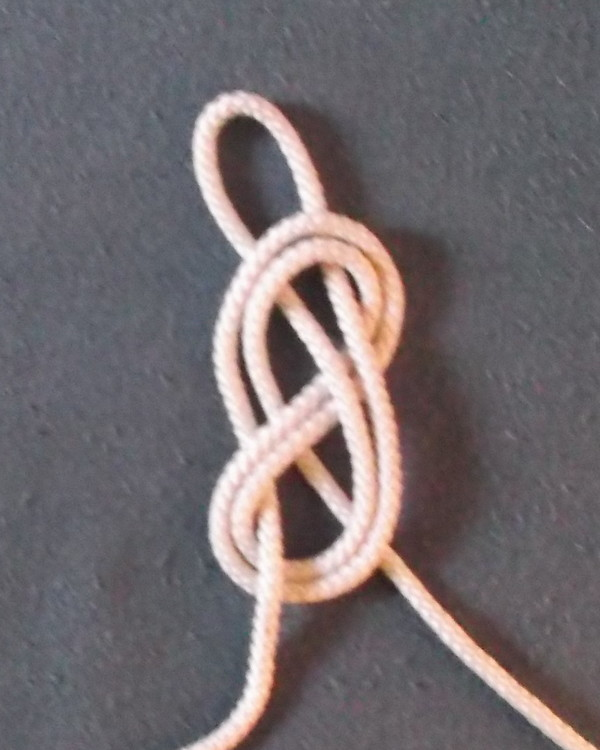
…juste avant de terminer le nœud.
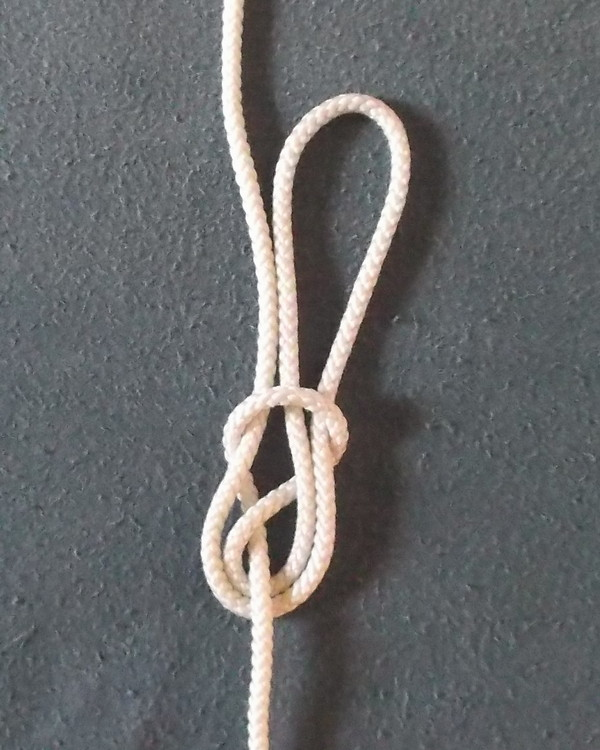
Serrer.

## Intérêt et danger
Plus facile à réaliser que le nœud de Romano, il est parfois utilisé à sa place, alors qu'il est non seulement moins résistant, mais aussi susceptible de se retourner : le nœud en huit directionnel se transforme alors en nœud coulant, susceptible de laisser filer un brin de la corde.
Son usage est déconseillé dans les activités alpines et tend à disparaître.